# Tecno Mobile

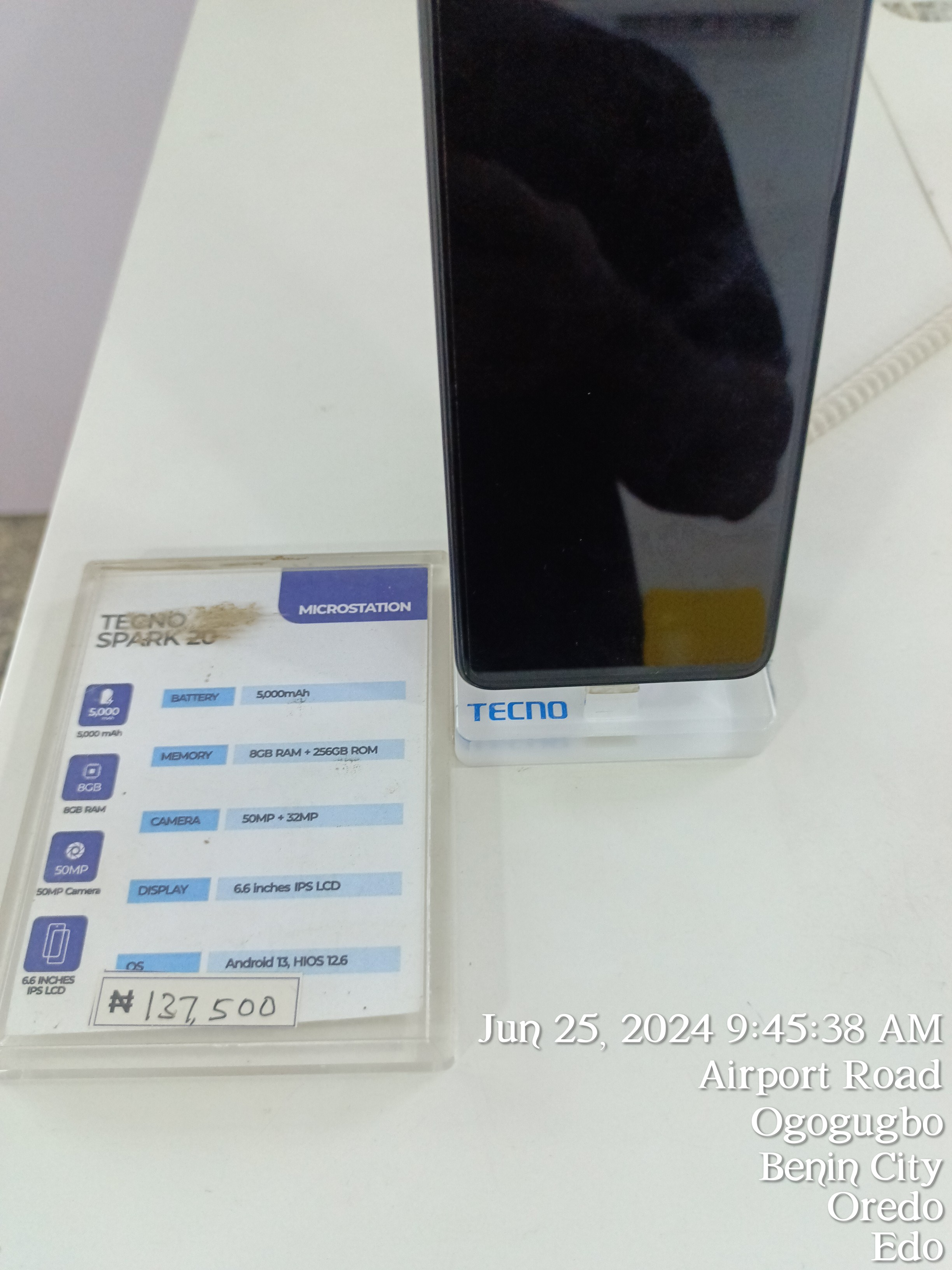
Smartfon Tecno Spark 20

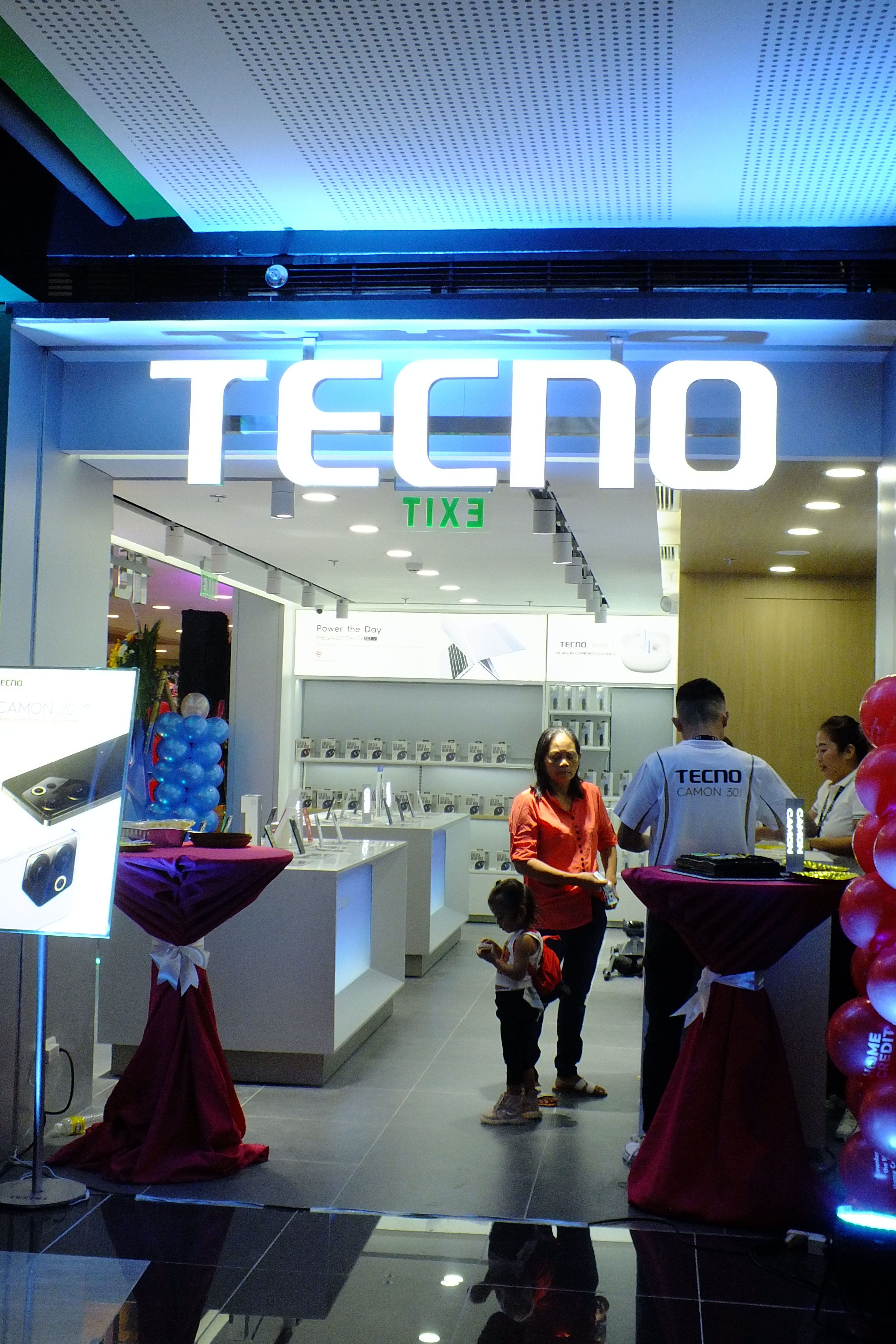
Sklep Tecno

Tecno Mobile Ltd. – chiński producent urządzeń mobilnych z siedzibą w Shenzhen. Stanowi spółkę zależną Transsion (dawniej Tecno Telecom). Marka powstała w 2006 roku. Przedsiębiorstwo zostało zarejestrowane w Hongkongu. 
Oferta Tecno Mobile obejmuje m.in. telefony komórkowe (smartfony), tablety, laptopy, akcesoria mobilne i urządzenia ubieralne. W 2007 roku została zapoczątkowana siostrzana marka Itel. 
Produkty marki są skierowane na rynki wschodzące. Urządzenia Tecno Mobile są dostępne w krajach Afryki i Azji. Początkowo działalność Transsion była skupiona na regionie Azji Południowej. W 2008 roku Transsion rozpoczął działalność w Nigerii i od tego momentu producent skoncentrował się na krajach Afryki Subsaharyjskiej. Tecno deklaruje jako swój cel produkcję smartfonów z cechami dostosowanymi do potrzeb użytkowników w Afryce (m.in. dual SIM, aparaty dostrojone do afrykańskich twarzy). Do końca 2016 roku marki Transsion uzyskały 40-procentowy udział w rynku telefonów komórkowych w Afryce. W 2022 roku marka Tecno zadebiutowała w Czechach, a w 2023 roku w Polsce.